# Pranas Kūris
Pranas Kūris (ur. 20 sierpnia 1938 w Szadowie) – litewski prawnik, polityk, dyplomata, minister sprawiedliwości Litewskiej SRR i niepodległej Litwy w latach 1977–1991, sędzia Trybunału Sprawiedliwości Unii Europejskiej w latach 2004–2010.

## Życiorys
W 1961 ukończył studia na Wydziale Prawa Uniwersytetu Wileńskiego. Cztery lata później uzyskał stopień kandydata nauk prawnych, a w 1973 doktora nauk prawnych na Uniwersytecie Moskiewskim. W latach 1967–1968 odbył staż w instytucie studiów międzynarodowych na Uniwersytecie Paryskim.
Od 1961 pracował na Wydziale Prawa Uniwersytetu Wileńskiego, na którym m.in. pełnił funkcję dziekana. W 1974 otrzymał profesurę. W 1990 został wybrany na członka korespondenta, a w 1996 na członka rzeczywistego Litewskiej Akademii Nauk.
Od 1977 pełnił funkcję ministra sprawiedliwości w rządzie Litewskiej SRR. Stanowisko zachował w dwóch pierwszych rządach niepodległej Litwy w latach 1990–1991. Następnie pracował jako doradca rządu. Wchodził w skład delegacji Republiki Litewskiej w negocjacjach z ZSRR w latach 1990–1992. Od 1992 był ambasadorem Litwy w Belgii, Holandii i Luksemburgu. Od 1994 do 2004 był sędzią Europejskiego Trybunału Praw Człowieka. W latach 1994–1998 pełnił funkcje sędziego i prezesa Sądu Najwyższego Litwy.
Od maja 2004 przez sześcioletnią kadencję był sędzią Trybunału Sprawiedliwości Unii Europejskiej.